# Fejervarya raja
Fejervarya raja är en groddjursart som först beskrevs av Smith 1930.  Fejervarya raja ingår i släktet Fejervarya och familjen Dicroglossidae. IUCN kategoriserar arten globalt som otillräckligt studerad. Inga underarter finns listade i Catalogue of Life.